# Mimasaka
Mimasaka (Japans: 美作市, Mimasaka-shi) is een stad in de Japanse prefectuur Okayama. Begin 2014 telde de stad 28.961 inwoners.

## Geschiedenis
Op 31 maart 2005 kreeg Mimasaka het statuut van stad (shi). 
De stad ontstond die dag door het samenvoegen van de gemeenten Katsuta (勝田町), Aida (英田町), Mimasaka (美作町), Ohara (大原町), Sakuto (作東町) en het dorp Higashiawakura (東粟倉村).

## Partnersteden
- Saint-Valentin, Frankrijk sinds 1988
- Echizen, Japan sinds 1990
- Neyagawa, Japan sinds 1991
- Sankt Valentin, Oostenrijk sinds 1993
- Saint-Valentin, Canada sinds 1997
- Gleizé, Frankrijk sinds 1999

Steden:
Akaiwa · Asakuchi · Bizen · Ibara · Kasaoka · Kurashiki · Maniwa · Mimasaka · Niimi · Okayama (hoofdstad) · Setouchi · Soja · Takahashi · Tamano · Tsuyama

Districten:
Aida · Asakuchi · Kaga · Katsuta · Kume · Maniwa · Oda · Tomata · Tsukubo · Wake
Gemeenten per district